# Neferneferure
Neferneferure (egip. Piękna w pięknie Ra, lub też Najpiękniejsza w Ra) – księżniczka amarneńska, piąta z sześciu córek faraona Echnatona i królowej Nefertiti.

## Życiorys
| N5 | F35 | F35 | F35 | F35 | B1 |

| N5 | F35 | F35 | F35 | F35 | B1 |

Neferneferure urodziła się w ósmym roku panowania Echnatona w Achetaton. Miała cztery starsze siostry: Meritaton, Maketaton, Anchesenamon i Neferneferuaton-Taszerit, i młodszą – Setepenre.

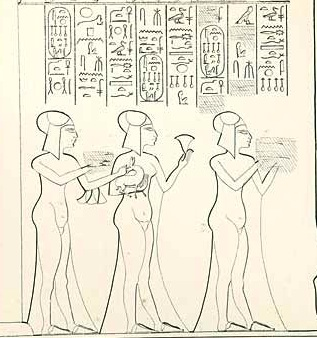
Trzy córki Echnatona (od lewej): Setepenre, Neferneferure i Neferneferuaton-Taszerit

Jednym z najwcześniejszych przedstawień Neferneferure jest fresk w Domu Królewskim w Amarnie. Przedstawiona jest wraz z siostrą Neferneferuaton-Taszerit w pozie siedzącej na poduszce. Fresk jest datowany na dziewiąty rok panowania Echnatona, ponieważ przedstawia jego najmłodszą córkę Setepenre.
Neferneferure jest również ukazana w grobowcu dworskiego urzędnika Meryre II. Echnaton i Nefertiti siedzą w postawie monarszej w oknie pałacowym, odbierając hołd od przedstawicieli obcych monarchów. Córki królewskiej pary ukazane są w postaci stojącej za rodzicami – Neferneferure jest córką środkową w dolnym rzędzie; w prawej ręce trzyma gazelę, a kwiat lotosu w lewej. Stoi przed Neferneferuaton-Taszerit i za Setepenre.

## Śmierć i pochówek
Neferneferure najprawdopodobniej zmarła w trzynastym lub czternastym roku panowania ojca, być może na szerzącą się wówczas w Egipcie zarazę. Nie jest ukazana w scenach z Grobowca Królewskiego w Amarnie, chociaż na jednej ze ścian występuje jej imię. W tym samym czasie i prawdopodobnie na tę samą chorobę zmarła najmłodsza córka Echnatona – Setepenre. Na innej ze ścian tego grobowca widać Echnatona, Nefertiti, Meritaton, Anchesenpaaton i Neferneferuaton-Taszerit opłakujących zmarłą właśnie Maketaton. Teorie twierdzące, że zmarła najprawdopodobniej wówczas, nie są obecnie brane pod uwagę, chociaż część archeologów uważa, że księżniczka zmarła w czasie pracy nad tym grobowcem i może została w nim pochowana.
Mogła jednak zostać pochowana również w grobowcu numer 29 w Amarnie. Ta teoria oparta jest na amforze z inskrypcją wspominającą komnatę grobową Neferneferure. Jeśli Neferneferure została pochowana w grobowcu numer 29, oznaczałoby to, że Królewski Grobowiec był wówczas już zapieczętowany i zamknięty, a sama księżniczka musiała umrzeć wkrótce po śmierci Echnatona.

## Rodowód
| 4. Amenhotep III |  |              |  |  |                  |
|                  |  | 2. Echnaton  |  |  |                  |
| 5. Teje          |  |              |  |  |                  |
|                  |  |              |  |  | 1. Neferneferure |
| 6. Aj (?)        |  |              |  |  |                  |
|                  |  | 3. Nefertiti |  |  |                  |
| 7. Ti (?)        |  |              |  |  |                  |
|                  |  |              |  |  |                  |